# Moitessieria servaini
Moitessieria servaini is een slakkensoort uit de familie van de Moitessieriidae. De wetenschappelijke naam van de soort is voor het eerst geldig gepubliceerd in 1880 door Bourguignat.